# A Girl Called Johnny (lied)
A Girl Called Johnny is een nummer van de Britse band The Waterboys uit 1983. Het is de eerste single van hun titelloze debuutalbum.
"A Girl Called Johnny" werd geïnspireerd door de Amerikaanse singer-songwriter Patti Smith, van wie Waterboys-frontman Mike Scott fan is. Scott schreef de plaat als een oude aan Smith. Over de invloed van Smith op het nummer zei Scott: "Er is een zin over een meisje genaamd Johnny in één van haar nummers, genaamd 'Redondo Beach'". Het nummer in thuisland het Verenigd Koninkrijk niet echt een hit; daar kwam het op de 80e positie terecht. Toch waaide de plaat wel over naar de andere kant van de Noordzee; in Nederland pikte Frits Spits het nummer op en bombardeerde het tot Steunplaat. Desondanks bereikte het slechts de 12e positie in de Tipparade. Drie jaar later zouden The Waterboys wél een grote hit scoren met The Whole of the Moon.

## Tracklijst
- 7"

1. "A Girl Called Johnny"	- 3:41
2. "The Late Train to Heaven"	- 3:34

- 12"

1. "A Girl Called Johnny"	- 3:41
2. "Ready for the Monkey House" - 4:02
3. "Somebody Might Wave Back" - 2:51
4. "Out of Control" - 4:02